# Peugeot 301 (2012)
La Peugeot 301 è un'autovettura di segmento C prodotta a partire dal 2012 dalla casa francese Peugeot.

## Storia e profilo
Riprende il nome di un modello degli anni trenta del secolo precedente ed inaugura un nuovo criterio di denominazione per i modelli della Casa francese, i cui nomi terminano con la cifra 8 per quelli destinati ai mercati più affermati e per 1 per i mercati emergenti. La 301 appartiene quindi a quest'ultima categoria e viene quindi proposta inizialmente per il mercato turco e successivamente per altri mercati in fase di crescita.

### Caratteristiche

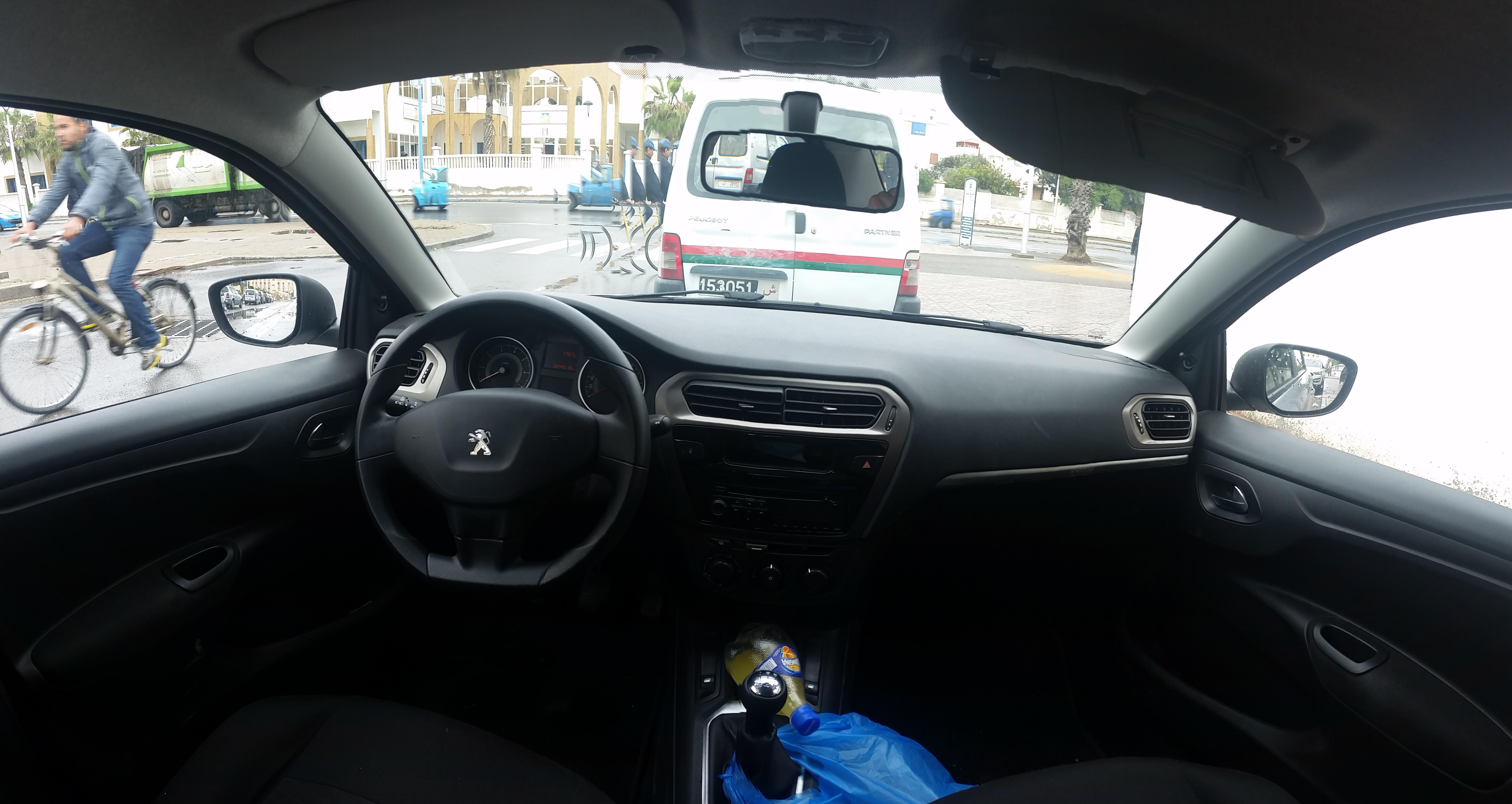
Interni

Le prime immagini della vettura sono state svelate il 24 maggio 2012, ma il debutto ufficiale è avvenuto il 29 settembre al Salone dell'automobile di Parigi. Un altro debutto, praticamente in contemporanea con la kermesse parigina, si è avuto anche al Salone di Santiago.

Esteticamente la vettura si rifà molto chiaramente al nuovo corso stilistico intrapreso dalla Casa di Sochaux: una "bocca" frontale evidente ma più discreta che nella produzione degli anni precedenti, sottili fari anteriori, gruppi ottici posteriori con grafiche bicolore sullo stesso principio della 208, ma con disegno differente, un cofano "mosso" da svariate nervature longitudinali, una fiancata resa più grintosa da una nervatura che passa attraverso le maniglie porta. Nel complesso il disegno del corpo vettura appare molto elegante, nonostante si tratti di una 3 volumi compatta, appartenente cioè a quel segmento di vetture che in Europa occidentale fatica molto a riscuotere consensi. Infatti i vertici PSA non prevedono di introdurla in tali mercati, mentre ne è prevista la sua commercializzazione nel mercato cinese.

La vettura utilizza un pianale derivato da quello della 208, della quale riprende anche la meccanica, mentre il passo è stato allungato di 11 cm. Tre i motori disponibili:
- 1.2 VTi: è la stessa unità motrice EB2 da 1199 cm³ che equipaggia la 208 e che qui viene proposta in due livelli di potenza, e cioè la consueta variante da 82 CV e quella inedita, depotenziata a 72 CV;
- 1.6 VTi: si tratta del EC5 aspirato da 1587 cm³, una modifica del motore TU5 per i mercati emergenti, con potenza di 115 CV
- 1.6 HDi: unica motorizzazione diesel disponibile, è il motore DV6D da 1560 cm³ con potenza di 92 CV.

La dotazione di serie è in generale piuttosto ricca, tanto che lo stesso gruppo PSA rifiuta di classificarla come vettura a basso costo: tra gli accessori compresi nel prezzo vi sono l'ABS, l'ESP, l'assistente elettronico alla frenata d'emergenza, quattro airbags, climatizzatore a controllo elettronico, assistenza al parcheggio, sistema hi-fi con lettore MP3, presa USB ed apertura a distanza del bagagliaio.

### Evoluzione della gamma

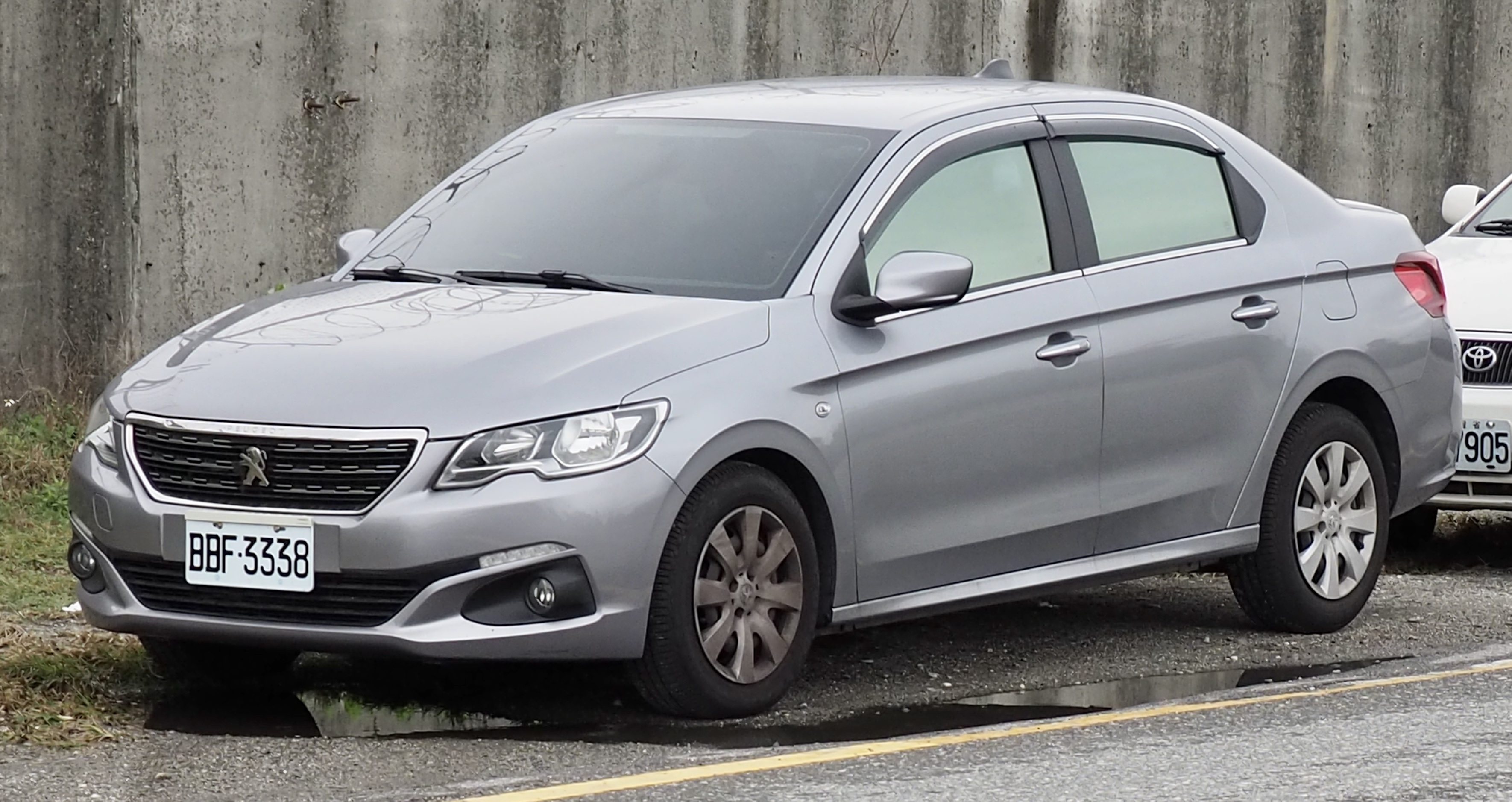
La 301 restyling

Nel mese di dicembre del 2015 si hanno i primi aggiornamenti alla gamma, ed in particolare il 1.6 a gasolio e il 1.2 a benzina scompaiono dal listino per essere sostituiti, nel gennaio del 2016, rispettivamente dal nuovo 1.6 BlueHDi da 100 CV e dal 1.2 da 82 CV utilizzato largamente anche in altri modelli PSA.
A fine 2016 viene presentato un restyling della vettura, portando al debutto un nuovo frontale ridisegnato che riprende il nuovo family feeling adottato anche dalla Peugeot 308 II restyling. Il logo viene spostato nella calandra anteriore mentre vengono ridisegnati i gruppi ottici. Al posteriore debuttano nuovi fanali con grafica 3D a LED. Internamente viene introdotto il nuovo sistema multimediale touchscreen a 7 pollici con connettività Apple CarPlay e Android Auto. La gamma motori rimane invariata per i primi due anni dopo il restyling, ma tra la fine del 2018 e l'inizio del 2019 il 1.6 BlueHDi viene sostituito dal nuovo 1.5 BlueHDi da 102 CV di potenza massima.